# Святой Павел (линейный корабль, 1794)
«Святой Павел» — парусный 80-пушечный линейный корабль Черноморского флота Российской империи. Название кораблю дал император Павел I 17 августа 1797 года.

## История службы
Корабль был заложен в Николаеве в 1791 году, спущен на воду в 1794 году, вошел в состав Черноморского флота. В 1795 года перешёл из Николаева в Севастополь. Название получил в 1797 году благодаря императору Павлу I.
Во главе эскадр вице-адмирала Ф. Ф. Ушакова находился в практических плаваниях в Чёрном море в 1797 и мае—июне 1798 года.
С 30 апреля по 3 мая 1798 года вместе с кораблями «Захарий и Елизавета», «Святой Пётр», «Святая Троица» и «Богоявление Господне» принял участие в испытаниях, проводимых по указанию Павла I. По итогам испытаний корабль показал не лучший результат.
Принимал участие в войне с Францией. 13 августа 1798 года во главе эскадры вице-адмирала Ф. Ф. Ушакова вышел из Севастополя в Константинополь для совместных действий с турецким флотом против Франции. Объединенный русско-турецкий флот 20 сентября вышел из пролива Дарданеллы в Архипелаг.
13 октября в составе эскадры русского флота принимал участие в высадке десанта на остров Занте, 2 ноября в бомбардировке крепости на острове Святой Мавры и высадке десанта, вынудив защитников крепости капитулировать. 9 ноября во главе эскадры подошёл к Корфу, где присоединился к блокаде крепости. 22 ноября вёл бой с французским корветом «Genereux», пытавшимся прорваться море.
26 января 1799 года преследовал французские суда, которые пытались прорваться из Корфу. Во время штурма острова Видо и передовых укреплений крепости Корфу 18 февраля подавил огнём самую мощную батарею крепости. 20 февраля на борту корабля комендантом крепости генералом Шабо был подписан акт о капитуляции Корфу.
Находился в Корфу до июля 1799 года. 25 июля в составе эскадры ушел из Корфу в Мессину для совместных действий с английским флотом. По пути из Мессины в Неаполь через Палермо корабль посетил король Обеих Сицилии Фердинанд.
20 декабря в составе эскадры с десантом на борту корабль вышел из Неаполя к Мальте. 24 декабря суда прибыли в Мессину, где был получен Высочайший приказ о возвращении в Россию. 31 декабря 1799 года эскадра вышел из Мессины и к 7 января следующего года прибыла в Корфу, где «Святой Павел» подвергся ремонту. 6 июля 1800 года корабли эскадры вышли из Корфу в Севастополь, куда прибыли 26 октября.
В июле 1801 году «Святой Павел» перешел из Севастополя в Николаев для тимберовки. По окончании тимберовки 29 августа 1804 года вернулся в Севастополь
В ноябре 1804 года принимал участие в доставке десанта на Корфу, но из-за густого тумана 6 ноября не сумел войти в Босфор и вынужден был стать на якорь. Попав в сильный шторм получил серьезные повреждения грот- и бизань-мачт, фор-стеньги, руля и корпуса. В трюме корабля открылась течь. Корабль понесло к берегу, и экипажу с трудом удалось удержать судно на двух якорях. 13 ноября «Святой Павел» был отбуксирован турецкими гребными судами в Буюк-дере, где стоял на ремонте с 5 января по 28 февраля 1805 года. После ремонта корабль вернулся в Севастополь, где использовался как плавбатарея и брандвахта. В море больше не выходил.
В 1810 году корабль «Святой Павел» разобран в Севастополе.

## Командиры корабля
Командирами линейного корабля «Святой Павел» в разное время служили:
- И. Я. Перри (1797 год);
- Ф. П. Лелли (по июль 1798 года);
- Е. П. Сарандинаки (с июля 1798 года по 1800 год);
- К. А. Герамуцо (1804—1805 годы и 1809 год).